# Nikon D70
Nikon D70, tillverkad av Nikon, är en 6,01 megapixels digital systemkamera med upplösningen 3008x2000 och med Nikon F-bajonett.
Efterföljaren heter Nikon D70s och är utrustad med större TFT-skärm (2"), kraftigare batteri (EN-EL3a), möjlighet till utlösning via sladd, samt nyare mjukvara. Mjukvaran i D70 går dock att uppdatera till D70:s programvara.